# Bí mật Eva
Bí mật Eva (tiếng Anh: Eve's secret) là một bộ phim truyền hình được thực hiện bởi Hãng phim Thiên Ngân do Đỗ Minh Tuấn làm đạo diễn. Phim phát sóng vào lúc 21h00 thứ 5, 6, 7 hàng tuần bắt đầu từ ngày 8 tháng 1 năm 2010 và kết thúc vào ngày 25 tháng 6 năm 2010 trên kênh VTV3.

## Nội dung
Bí mật Eva xoay quanh đời sống tâm lý của phụ nữ thời hiện đại thông qua bốn nhân vật Bảo Trinh (Nguyệt Hằng), Minh Tâm (Bùi Hạnh), Bạch Dương (Thúy Hà) và Hoài Anh (Thúy Hằng) với những tính cách trái ngược nhau: người hiện đại, có bản lĩnh nhưng lạnh lùng; người tốt bụng, thông minh nhưng thiếu thực tế; người hết lòng vì chồng vì con nên trong suy nghĩ dễ cực đoan; người lại quá nông nổi, lẳng lơ...

## Diễn viên
- Đỗ Thúy Hằng trong vai Hoài Anh[8]
- Thúy Hà trong vai Bạch Dương[9]
- NSƯT Thu Hạnh trong vai Minh Tâm[10]
- Nguyệt Hằng trong vai Bảo Trinh[11]
- Bá Anh trong vai Quốc
- NSƯT Trịnh Mai Nguyên trong vai Hưng
- Phan Anh trong vai Cảnh
- NSND Ngọc Lan trong vai Bà Tôn

Cùng một số diễn viên khác...

## Ca khúc trong phim
Bài hát trong phim là ca khúc "Bí mật Eva" do Đỗ Bảo sáng tác và Ngọc Anh thể hiện.

## Sản xuất
Bộ phim do Đỗ Minh Tuấn đảm nhận vai trò đạo diễn, dù trước đó ông đang làm việc cho một dự án phim khác. Đây được coi là bộ phim truyện truyền hình Việt Nam đầu tiên thuộc thể loại chick flick. Phim có sự tham gia của 10 biên kịch khác nhau. Ngoài là đạo diễn chính, Đỗ Minh Tuấn cũng mời vợ mình tham gia vào vai trò phó đạo diễn cho bộ phim. Vai chính trong phim lần lượt do Đỗ Thúy Hằng, Thu Hà, NSƯT Thu Hạnh và Nguyệt Hằng thể hiện.

## Đón nhận
Tại thời điểm phát sóng, Bí mật Eva đã thu hút nhiều khán giả nữ theo dõi, được cho là vì ý tưởng hay, kịch bản hấp dẫn. Bộ phim cũng thành công "lôi cuốn được sự chú ý của đông đảo khán giả ở cả nông thôn và thành thị, ở mọi lứa tuổi, mọi cảnh ngộ". Nhiều lá thư do người xem gửi về đã bày tỏ sự thích thú đối với bộ phim và yêu cầu nhà đài sản xuất và phát sóng phần phim tiếp theo. Vào năm 2011, Lời thú nhận của Eva – được xem là phần 2 của phim – đã lên sóng trong cùng một khung giờ trên VTV3.

## Giải thưởng
| Năm  | Giải thưởng    | Hạng mục                | (Người) đề cử | Kết quả   | Tham khảo     |
| ---- | -------------- | ----------------------- | ------------- | --------- | ------------- |
| 2010 | Giải Cánh diều | Phim truyện truyền hình | —             | Bằng khen | [ 13 ] [ 14 ] |